# Prima dell'alba
Prima dell'alba (Before Sunrise) è un film del 1995 diretto da Richard Linklater, con protagonisti Ethan Hawke e Julie Delpy.
Il film è il primo capitolo di una trilogia che Linklater ha dedicato alla medesima coppia di protagonisti. I sequel sono Before Sunset - Prima del tramonto del 2004 e Before Midnight del 2013. I due attori riprendono i rispettivi ruoli anche nel film Waking Life del 2001, dello stesso Linklater.

## Trama
Jesse, venticinquenne statunitense, e Celine, ventitreenne francese, si conoscono su un treno diretto a Vienna. Jesse, il mattino dopo, dovrebbe ripartire con l'aereo alla volta di casa, mentre la ragazza dovrebbe proseguire, con lo stesso treno, verso Parigi. Tuttavia, poco prima di salutarla, Jesse la invita a sostare con lui a Vienna per una notte e la convince a scendere dal treno.
Tra i due nasce un sentimento, che li porterà a trascorrere l'intera notte in giro per la città, tra dialoghi, poesie, strade e piazze. I due ragazzi cercano di conoscersi, espongono la loro idea dell'amore, le loro paure e titubanze. In entrambi emergono alcuni aspetti di una maturità che – non ancora sbocciata – non riesce ad amare come pienamente si desidera e cerca ancora la propria strada nel mondo. Parlano delle persone loro care, della loro educazione, di ciò cui aspirano, giocano tra un locale e l'altro, ma giunge infine su di loro l'ombra di un'esperienza che per quanto sia bella si rivela surreale, una sorta di deviazione dal percorso della vita vera.
Allo spuntare dell'alba inesorabilmente i due si divideranno, ciascuno destinato a proseguire il proprio viaggio in direzioni completamente diverse. Al momento del saluto finale, Jesse e Celine però dichiarano apertamente di voler dare un seguito al loro incontro. Il loro viaggio prosegue, mentre sui loro volti permane un'impronta di nostalgia e attesa. Il finale resta aperto: Jesse e Celine si rincontreranno da lì a sei mesi, in stazione?

## Produzione

### Genesi del film
La trama di Prima dell'alba si ispira a un incontro che Richard Linklater ebbe con una donna in un negozio di giocattoli di Filadelfia nel 1989. La donna si chiamava Amy Lehrhaupt e morì in un incidente motociclistico nel 1994, qualche mese prima dell'inizio delle riprese. Richard lo scoprì solo nel 2010, 15 anni dopo l'uscita del film. Si conobbero per caso e conversarono, passeggiando per tutta la città, fino a notte fonda. Ricordando quella notte, il regista disse "durante quell'esperienza, io le dissi 'Farò un film su questa cosa'. E lei mi chiese 'Cosa intendi per 'questa cosa'? Di che stai parlando?' e io le risposi  "semplicemente questo. Questa sensazione. Questa cosa che sta succedendo tra di noi". Dedicò il film ad Amy, disse Richard Linklater in una intervista del 2004, sperando che sarebbe andata ad una proiezione del film permettendogli di avere una seconda possibilità. In origine, nella sceneggiatura, chi fossero le due persone e la città nella quale giravano i protagonisti era vago. 

### Sceneggiatura
Linklater si rese conto che, poiché il film consiste in un dialogo tra un uomo e una donna, era importante avere una co-sceneggiatrice donna e scelse Kim Krizan, che aveva avuto dei piccoli ruoli nei suoi film precedenti, Slacker (1991) e La vita è un sogno (1993).
Linklater e Krizan parlarono a lungo dell'idea del film e dei personaggi, il loro obiettivo era di analizzare le relazioni umane attraverso due persone che non si conoscono, ma cercano di scoprire qualcosa di più su loro stesse. Decisero di ambientare la storia di Jesse e Céline in un paese straniero perché «quando viaggi, al di fuori del tuo solito regno, sei molto più aperto alle esperienze». La sceneggiatura vera e propria venne completata in undici giorni.

### Cast
I nove mesi successivi alla stesura della sceneggiatura furono impiegati per il casting, perché Linklater aveva problemi nel trovare gli attori giusti per i ruoli di Jesse e Céline. Quando Linklater vide per la prima volta il provino di Ethan Hawke, pensò che l'attore fosse troppo giovane per la parte, cambiò idea dopo averlo visto recitare in una commedia a New York. Per la parte di Céline, invece, scelse l'attrice Julie Delpy, di cui aveva apprezzato la personalità. Dopo una lettura del copione, Linklater si rese conto di aver scelto gli attori giusti.
Dopo aver accettato i ruoli, Julie Delpy e Ethan Hawke andarono ad Austin per incontrare Linklater e Krizan e lì parlarono per alcuni giorni. Nel 2016, Julie Delpy ha dichiarato al sito Creative Screenwriting «Io e Ethan abbiamo praticamente riscritto tutto. C'era una sceneggiatura originale, ma non era molto romantica: che ci crediate o no, era solo un mucchio di chiacchiere, senza romanticismo».
Nonostante siano stati in parte autori della sceneggiatura, i due attori non vennero inclusi come sceneggiatori nei crediti del film perché Linklater avrebbe avuto dei problemi a trovare dei finanziatori. Vennero poi accreditati come co-sceneggiatori nei due sequel di Prima dell'alba.

### Budget
Il budget per la realizzazione del film è stato di 2,5 milioni di dollari.

## Riconoscimenti
- 1995 - Festival di Berlino
  - Miglior regista